# Josef Stefan
Josef Stefan (Klagenfurt, 24 de março de 1835 — Viena, 7 de janeiro de 1893) foi um físico e matemático austro-esloveno. Em 1879 estabeleceu que a radiação total de um corpo negro é proporcional à quarta potência de sua temperatura.

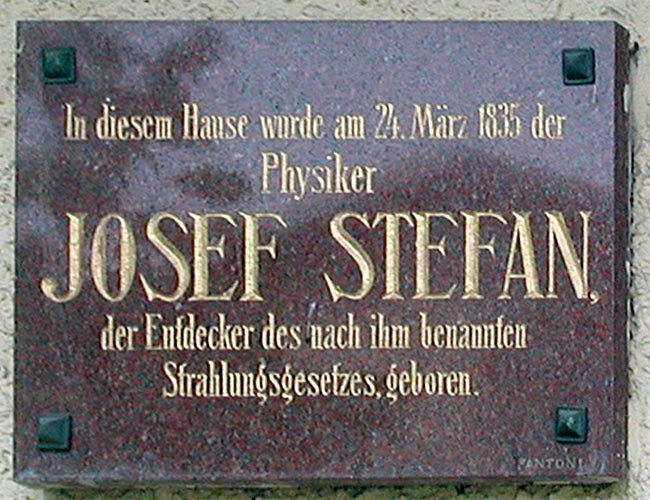
Nesta casa nasceu o físico Josef Stefan, em 24 de março de 1835, descobridor das leis de radiação que levam seu nome

## Vida e trabalho
Stefan nasceu em uma vila na periferia de São Pedro (esloveno: Sveti Peter; hoje um distrito de Klagenfurt) no Império Austríaco (agora na Áustria), filho de Aleš (Aleksander) Stefan, nascido em 1805, e de Marija Startinik, nascida 1815. Seus pais, ambos de etnia eslovena, casaram-se quando Josef tinha onze anos. Os Stefans eram uma família modesta. Seu pai era ajudante de moinho e sua mãe servia como empregada doméstica. A mãe de Stefan morreu em 1863 e seu pai em 1872.
Stefan frequentou a escola primária em Klagenfurt, onde mostrou seu talento. Eles recomendaram que ele continuasse seus estudos, então, em 1845, ele foi para Klagenfurt Lyceum. Aos treze anos, ele viveu o ano revolucionário de 1848, que o inspirou a ter simpatia pela produção literária eslovena.
Depois de se formar como o primeiro da classe no ensino médio, ele considerou brevemente entrar para a Ordem Beneditina, mas seu grande interesse pela física prevaleceu. Ele partiu para Viena em 1853 para estudar matemática e física. Seu professor de física no ginásio foi Karel Robida, que escreveu o primeiro livro esloveno de física. Stefan então obteve sua habilitação em física matemática na Universidade de Viena em 1858. Durante seus anos de estudante, ele também escreveu e publicou uma série de poemas em esloveno.
Stefan ensinou física na Universidade de Viena, foi Diretor do Instituto de Física desde 1866, Vice-Presidente da Academia de Ciências de Viena e membro de várias instituições científicas na Europa. Ele morreu em Viena, Áustria-Hungria. Sua vida e obra foram amplamente estudadas pelo físico Janez Strnad.

## Trabalho
Stefan publicou quase 80 artigos científicos, principalmente nos Boletins da Academia de Ciências de Viena. Ele é mais conhecido por ter originado a lei de Stefan em 1879, uma lei de potência física que afirma que a radiação total de um corpo negro é proporcional à quarta potência de sua temperatura termodinâmica T:
{\displaystyle j^{\star }=\sigma T^{4}}
Stefan derivou essa lei das medidas dos físicos franceses Dulong e Petit. Como a radiação incidente e a emissão do corpo negro são sempre iguais, essa equação se aplica igualmente à temperatura de qualquer corpo ideal sujeito à radiação incidente em sua superfície. Em 1884, a lei foi estendida para ser aplicada às emissões de corpos cinzentos pelo aluno de Stefan Ludwig Boltzmann e, portanto, é conhecida como lei de Stefan-Boltzmann. Boltzmann tratou uma máquina térmica com luz como uma questão de trabalho. Esta lei é a única lei física da natureza que leva o nome de um físico esloveno. Hoje, a lei é derivada da lei de Planck da radiação de corpo negro:
{\displaystyle j^{\star }=\int _{0}^{\infty }\left({dj^{\star } \over d\lambda }\right)d\lambda }
Com sua lei, Stefan determinou a temperatura da superfície do Sol, que ele calculou em 5 430 °C (9 810 ° F). Este foi o primeiro valor sensível para a temperatura do sol.
Stefan forneceu as primeiras medições de condutividade térmica de gases, evaporação tratada, e entre outras estudou difusão, condução de calor em fluidos. Por seu tratado sobre óptica, a Universidade de Viena concedeu-lhe o Prêmio Lieben. Por causa de seu trabalho inicial no cálculo das taxas de evaporação e difusão, o fluxo de uma gota ou partícula induzida por evaporação ou sublimação na superfície é agora chamado de fluxo de Stefan.
Muito importantes também são suas equações eletromagnéticas, definidas em notação vetorial, e trabalhos na teoria cinética do calor. Stefan foi um dos primeiros físicos da Europa a compreender totalmente a teoria eletromagnética de Maxwell e um dos poucos fora da Inglaterra que a expandiu. Ele calculou a indutividade de uma bobina com uma seção transversal quadrática e corrigiu o erro de cálculo de Maxwell. Ele também pesquisou um fenômeno chamado efeito pele, em que a corrente elétrica de alta frequência é maior na superfície de um condutor do que em seu interior.
Em matemática, os problemas de Stefan ou as tarefas de Stefan com fronteira móvel são bem conhecidos. O problema foi estudado pela primeira vez por Lamé e Clapeyron em 1831. Stefan resolveu o problema quando estava calculando a rapidez com que uma camada de gelo cresce na água (equação de Stefan).